# Jhonny Peralta
Pour les articles homonymes, voir Peralta.
Jhonny Antonio Peralta (né le 28 mai 1982 à Saint-Domingue en République dominicaine) est un joueur d'arrêt-court de la Ligue majeure de baseball. 
Il compte trois sélections au match des étoiles du baseball majeur. En 2013, il est suspendu pour dopage.
À noter que son prénom (Jhonny et pas Johnny) résulte d'une erreur faite sur son certificat de naissance. Il a toujours refusé de rectifier cette erreur.

## Carrière

### Indians de Cleveland

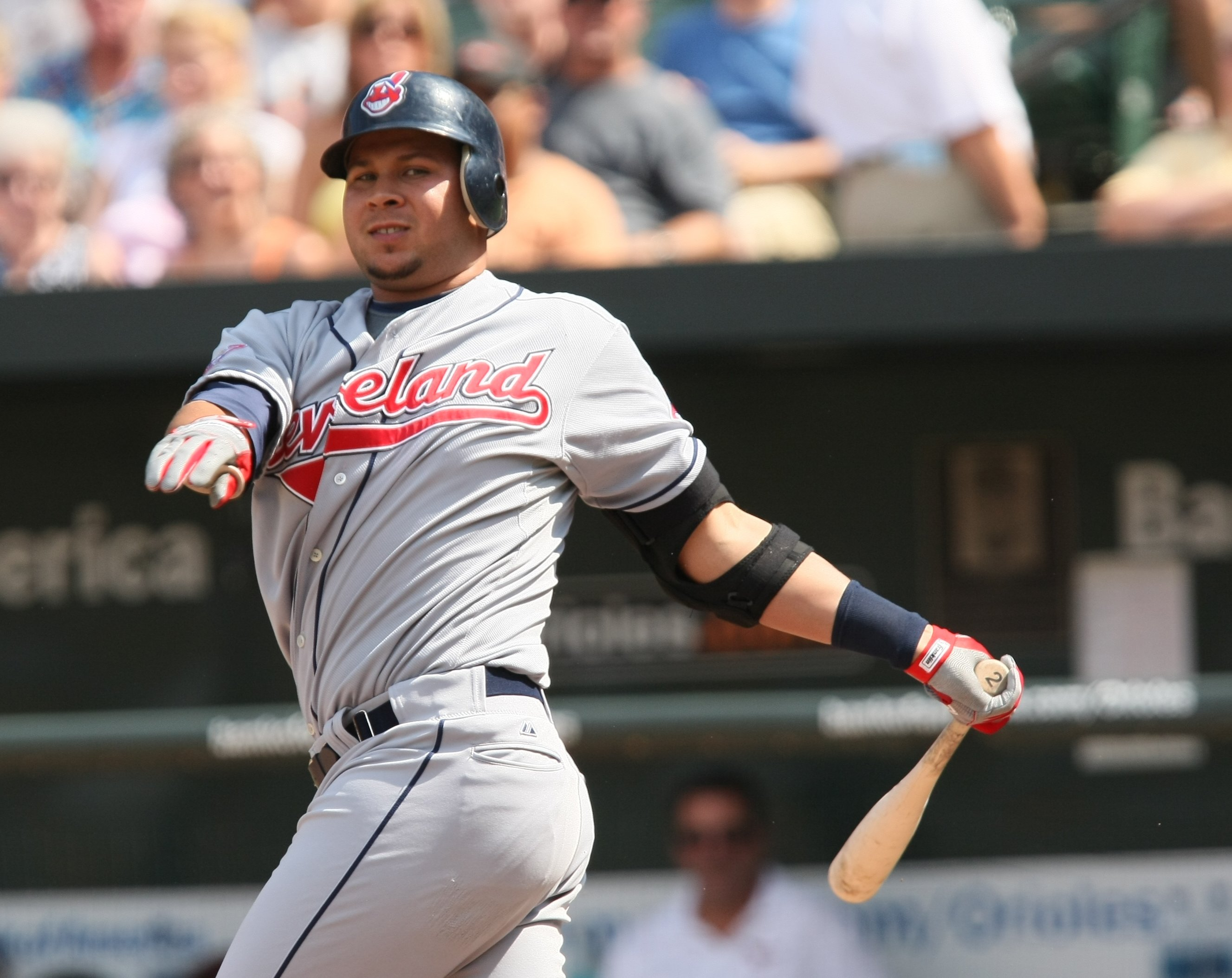
Peralta avec les Indians

Jhonny Peralta signe son premier contrat professionnel le 14 avril 1999 avec les Indians de Cleveland. Après avoir effectué la fin de sa formation en ligues mineures, il débute en ligue majeure en juillet 2003 en remplaçant Omar Vizquel, blessé. Il joue une dernière saison en ligue mineure en 2004 et est désigné meilleur joueur de l'International League sous les couleurs des Buffalo Bisons. Il est intégré à l'effectif régulier des Indians en 2005.
Pour sa première saison complète en ligue majeure, Peralta réalise de très solides performances avec notamment une moyenne au bâton de .292, 24 coups de circuit et 78 points produits. À la suite de cette belle saison, Peralta accepte de parapher au début de l'année 2006 un contrat de cinq ans lui assurant entre 13 et 20 millions de dollars, selon différentes options.
Sa saison 2006 est assez moyenne (,257 au bâton) et au début de l'année 2007 on diagnostique chez le joueur un problème de vision. Ce problème est traité par une opération chirurgicale corrective Lasik. Malgré ce souci médical, Peralta retrouve en 2007 un niveau de performance proche de celui qui fut le sien en 2005. Il frappe ainsi 21 coups de circuit, meilleur total pour arrêt-court en Ligue américaine cette saison, et affiche une moyenne au bâton de .270 pour 72 points produits.

### Tigers de Détroit

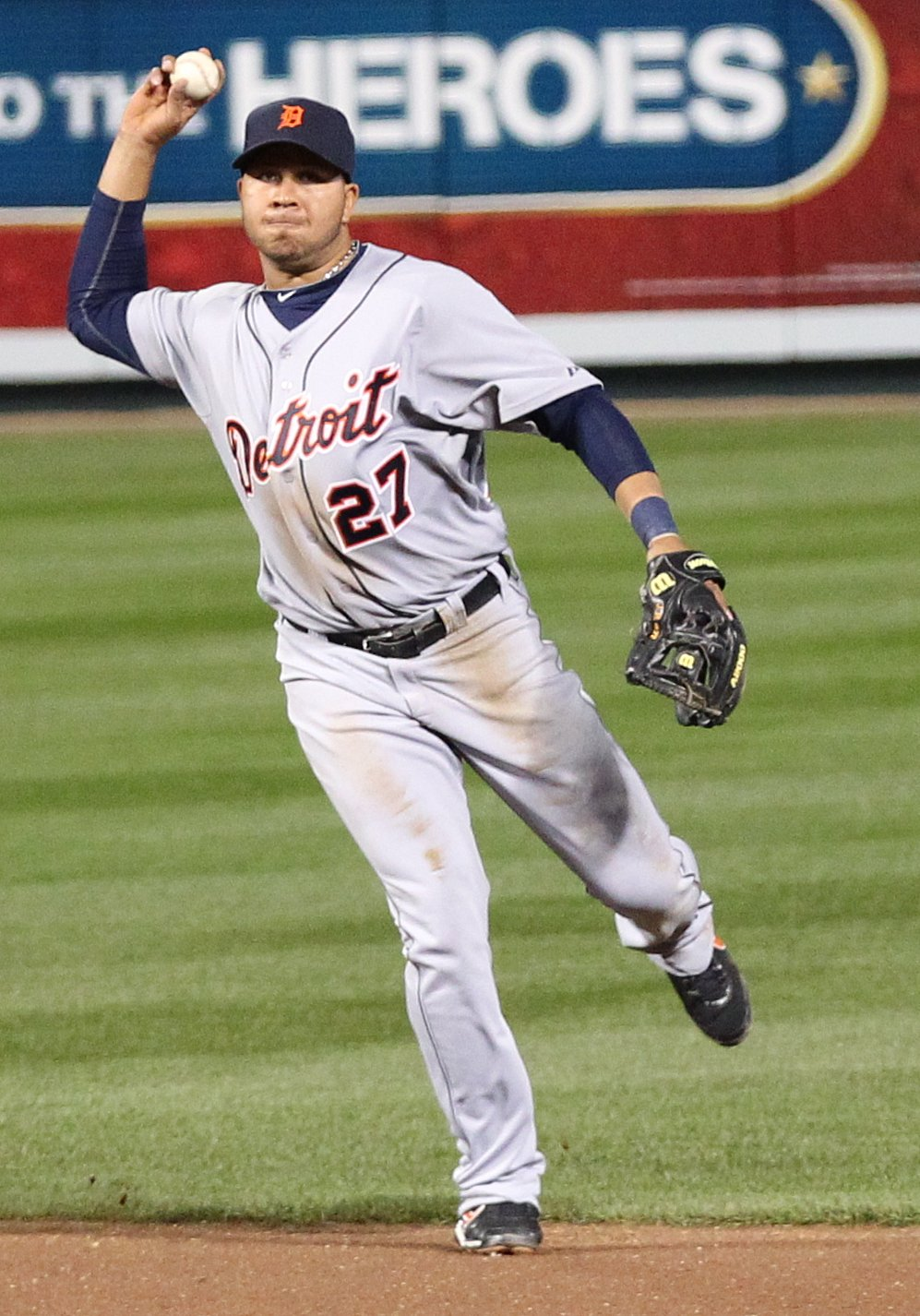
Jhonny Peralta en 2011 avec les Tigers de Détroit.

Le 28 juillet 2010, Peralta est transféré aux Tigers de Detroit en retour du lanceur gaucher des ligues mineures Giovanni Soto (à ne pas confondre avec Geovany Soto). À son premier match pour les Tigers, le 30 juillet, Peralta frappe deux coups de circuit dans une victoire sur Boston.

#### Saison 2011
Le 8 novembre 2010, Peralta signe un nouveau contrat de deux ans et une année d'option avec les Tigers. Il frappe pour ,299 avec 21 circuits et 86 points produits en 2011 et est invité pour la première fois au match des étoiles.

#### Saison 2012
Sa saison 2012 est en demi-teinte avec une moyenne au bâton de ,239 en 150 parties jouées. Il frappe 13 circuits et produit 63 points en saison régulière et joue en Série mondiale 2012, perdue par les Tigers face aux Giants de San Francisco. En Série de championnat de la Ligue américaine, il frappe deux circuits contre les Yankees de New York dans la quatrième rencontre qui scelle la victoire des Tigers et assure leur passage en grande finale.

#### Saison 2013 et suspension pour dopage
En 2013, Peralta reçoit une seconde invitation à la partie d'étoiles de mi-saison et maintient une excellente moyenne au bâton de ,305 en 104 parties, avec 11 circuits et 54 points produits. Une suspension se pointe toutefois à l'horizon pour Peralta, soupçonné d'être lié avec une clinique de Floride ayant fourni des produits dopants à des joueurs de baseball. Fin juillet, les Tigers, anticipant une suspension, transigent avec les Red Sox de Boston pour un nouveau joueur d'arrêt-court, José Iglesias. Le 5 août 2013, Jhonny Peralta est suspendu 50 matchs pour dopage, dans la foulée de 13 sanctions imposée en relation avec l'affaire Biogenesis. Après sa suspension sans salaire, Peralta réintègre les Tigers le 27 septembre pour les 3 derniers matchs de la campagne et les séries éliminatoires qui suivent.
Il termine la saison régulière avec 11 circuits, 55 points produits et une moyenne au bâton de ,303 en 107 matchs joués. Il s'illustre en séries éliminatoires avec une moyenne au bâton et une moyenne de présence sur les buts de ,417 en 4 matchs de Série de divisions contre les Athletics d'Oakland. Dans le 4e match de la série, son circuit de 3 points en 5e manche crée l'égalité dans un match que les Tigers, qui font face à l'élimination, finissent par remporter. Il ajoute 6 coups sûrs en 6 matchs pour une moyenne de ,286 avec un point produit dans la Série de championnat que Détroit perd face à Boston.

### Cardinals de Saint-Louis
Le 24 novembre 2013, Peralta signe un contrat de 53 millions de dollars pour 4 saisons avec les Cardinals de Saint-Louis. En plus de son excellent jeu défensif, Peralta est le meilleur des Cardinals en 2014, dans une saison où l'équipe éprouve quelque problème en offensive. En 157 matchs, il mène l'équipe avec 21 circuits et 38 doubles, produit 75 points, maintient une moyenne au bâton de ,263 et affiche la seconde meilleure OPS (,779) du club après Matt Holliday. 
Invité au match des étoiles pour la troisième fois de sa carrière et la première comme représentant des Cardinals en 2015, Peralta frappe au cours de cette saison 159 coups sûrs en 155 matchs, dont 17 circuits, produit 71 points et maintient une moyenne au bâton de ,275.
Le 10 mars 2016, Peralta subit une intervention chirurgicale pour soigner un ligament de son pouce gauche, ce qui le met à l'écart du jeu au moins jusqu'au mois de juin suivant.
En 54 présences au bâton après 21 matchs en 2017, Peralta ne frappe que pour ,204 et ne compte aucun coup sûr de plus d'un but ; le 13 juin 2017, il est libéré par les Cardinals.

### Red Sox de Boston
Peralta signe un contrat des ligues mineures avec les Red Sox de Boston le 23 juin 2017.

## Statistiques
| Saison | Équipe    | G   | AB   | R   | H   | 2B  | 3B | HR  | RBI | SB | BA   |
| ------ | --------- | --- | ---- | --- | --- | --- | -- | --- | --- | -- | ---- |
| 2003   | Cleveland | 77  | 242  | 24  | 55  | 10  | 1  | 4   | 21  | 1  | .295 |
| 2004   | Cleveland | 8   | 25   | 2   | 6   | 1   | 0  | 0   | 2   | 0  | .321 |
| 2005   | Cleveland | 141 | 504  | 82  | 147 | 35  | 4  | 24  | 78  | 0  | .366 |
| 2006   | Cleveland | 149 | 569  | 84  | 146 | 28  | 3  | 13  | 68  | 0  | .323 |
| 2007   | Cleveland | 152 | 574  | 87  | 155 | 27  | 1  | 21  | 72  | 4  | .341 |
| 2008   | Cleveland | 154 | 605  | 104 | 167 | 42  | 4  | 23  | 89  | 3  | .331 |
| 2009   | Cleveland | 151 | 582  | 57  | 148 | 35  | 1  | 11  | 83  | 0  | .316 |
| 2010   | Cleveland | 91  | 334  | 37  | 82  | 23  | 2  | 7   | 43  | 1  | .246 |
| 2010   | Détroit   | 57  | 242  | 23  | 55  | 7   | 0  | 8   | 38  | 0  | .253 |
| Totaux | Totaux    | 980 | 3652 | 500 | 961 | 206 | 16 | 111 | 494 | 9  | .263 |

| Saison | Équipe    | G  | AB | R | H  | 2B | 3B | HR | RBI | SB | BA   |
| ------ | --------- | -- | -- | - | -- | -- | -- | -- | --- | -- | ---- |
| 2007   | Cleveland | 11 | 42 | 6 | 14 | 5  | 0  | 2  | 10  | 1  | .396 |
| Totaux | Totaux    | 11 | 42 | 6 | 14 | 5  | 0  | 2  | 10  | 1  | .396 |

Note : G = Matches joués ; AB = Passages au bâton; R = Points ; H = Coups sûrs ; 2B = Doubles ; 3B = Triples ; 
HR = Coup de circuit ; RBI = Points produits ; SB = Buts volés ; BA = Moyenne au bâton.